# Tigre (1696)
Il Tigre fu un vascello di linea veneziano da 70 cannoni, appartenente alla seconda serie della Classe San Lorenzo Giustinian, che prestò servizio nella Armada tra il 1696 e il 1705. 

## Storia
Ordinato dal Senato della Repubblica il 2 aprile 1695, il vascello di primo rango Tigre fu impostato in uno degli squeri coperti dell'arsenale di Venezia sotto la direzione di Iseppo Depieri di Zouanne. L'unità venne varata il 3 marzo 1696, ed entrò in servizio il 26 maggio dello stesso anno al comando del capitano Michiel Cosadino, ritenuto il più esperto comandante della flotta. Appena ultimata la nave partì per combattere nella guerra di Morea, partecipando alla battaglia di Lemnos (6 luglio 1697). In questa occasione il vascello si distinse subito per aver scompaginato la formazione nemica al comando del Kapudan Pascià Hadjdji Hüsein, soprannominato Mezzomorto, costringendola a ritirarsi verso Negroponte, nell'isola di Eubea, in Grecia. L'anno successivo prese parte alla seconda battaglia di Metellino. Dopo la fine del conflitto l'unità rimase in armamento, e di base a Corfù prese parte a missioni di protezione al traffico mercantile veneziano contro i pirati barbareschi nel Mare Egeo e nel Mare Ionio. Durante una di queste missioni, all'inizio del 1705 il Tigre fu investito da una tempesta molto violenta a nord di Spinalonga, rimanendo danneggiato. Raggiunta Corfù il capitano Cosadino chiese, ed ottenne, di raggiungere Venezia al fine di potere effettuare lavori straordinari di raddobbo presso l'arsenale. Durante il viaggio di trasferimento gli fu ordinato di raggiungere Nauplia per imbarcarvi un carico da trasportare a Venezia. Salpato da Nauplia il 26 febbraio 1705 il Tigre giunse il giorno successivo presso l'isola di Spetses, posizionata all'estremità sud-orientale del Golfo Argolico, imbarcandovi un carico di legname. Partito da Spetses il giorno 28, approfittò del vento favorevole ma nel corso del viaggio fu investito da una burrasca invernale il cui vento spezzò pavioni, sartiame e l'albero di gabbia che cadde fuoribordo ostacolando il governo del vascello. Poco dopo si spezzò anche l'albero maestro, e la barra del timone. Cosadino cercò di rizzare il troncone superstite della barra del timone con due cime, in maniera da potere manovrare per portare il Tigre ad incagliarsi sull'isola di Cerigo e sull'isolotto di Cerigotto. Disponendo della soli parti basse dell'albero di mezzana e di quello di trinchetto, e con il timone praticamente fuori uso, il vascello governava molto male, e il Tigre fu trascinato fuori rotta, verso le coste della Cirenaica. Il terzo giorno, con l'uragano in via di esaurimento, l'equipaggio di 400 uomini stremato, e la nave ingovernabile, venne avvistata Capo Sant'Andrea, sulla costa di Barberia. Non potendo pensare che il vascello potesse essere catturato dai pirati barbareschi, il capitano Cosadino ordinò dapprima di gettare i cannoni fuoribordo, e poi, visto l'equipaggio stremato, di autoaffondare la nave, facendola saltare in aria. A causa delle polveri bagnate la cosa divenne subito impraticabile, e allora vennero aperte della vie d'acqua sul fondo dello scafo e tutti i portelli utilizzabili. Il Tigre affondò in 26 metri d'acqua a mezzogiorno del 3 marzo 1705. L'equipaggio, che nel frattempo aveva preso terra, fu catturato poco dopo da circa 3.000 armati ivi sopraggiunti, e trasferiti a Derna, e poi sotto scorta via nave a Tripoli, donati dal comandante della piazza al locale Bey. Una volta partita da Derna la tartana sulla quale si trovava l'equipaggio fu investita da un fortunale, e trascinata verso Bomba, circa 60 miglia a levante di Derna. Qui parte dell'equipaggio barbaresco, non pratico di navigazione, dovette scendere a terra per riprendersi dal mal di mare e allora il capitano Cosadino incitò i suoi uomini a ribellarsi ai pochi carcerieri rimasti ed a impadronirsi della tartana, cosa che avvenne rapidamente. La nave fece quindi rotta per Nauplia dove gli uomini dell'equipaggio sbarcarono senza ulteriori perdite. Mancavano all'appello due marinai e dieci soldati periti durante le fasi della tempesta. Come ricompensa per non avere fatto catturare il Tigre, il suo equipaggio i suoi preziosi cannoni ai barbareschi, Cosadino ricevette il comando del nuovo vascello Aquila Valiera.

### Annotazioni
1. ↑  Si trattava di due basi fortificate veneziane posizionate a sud del Peloponneso, lungo la rotta seguita dalla nave.

### Fonti
1. 1 2  http://www.veneziamuseo.it/ARSENAL/schede_arsenal/vascelli.htm.
2. ↑  Levi 1896, p. 27.
3. 1 2  Ercole 2016, p. 53.
4. 1 2 3 4 5 6  Ercole 2016, p. 54.
5. 1 2 3 4  Ercole 2016, p. 55.
6. 1 2 3 4  Ercole 2016, p. 56.
7. 1 2 3 4 5  Ercole 2016, p. 57.